# Magic d'Orlando
Pour les articles homonymes, voir Magic.
Maillots
Actualités
Le Magic d'Orlando (en anglais : Orlando Magic, « Magie d'Orlando ») est une franchise de la National Basketball Association (NBA) basée à Orlando, en Floride. Elle évolue au sein de la Conférence Est, dans la Division Sud-Est.
La franchise est créée en 1989 comme une franchise d’expansion. Des stars de la NBA tels que Shaquille O'Neal, Penny Hardaway, Patrick Ewing, Grant Hill, Tracy McGrady, Steve Francis, Dwight Howard, Vince Carter, Rashard Lewis, Dominique Wilkins et Hedo Türkoğlu ont évolué pour le club tout au long de sa jeune histoire. En 2019, la franchise participe aux playoffs NBA pour exactement la moitié de son existence (15 apparitions en séries éliminatoires en 30 ans), et est allée deux fois en finales NBA, en 1995 et 2009.

## Historique de la franchise

### Les débuts de la franchise (1989-1992)
Le Magic d'Orlando rejoint la NBA pour la saison 1989-1990, avec Matt Guokas pour premier entraîneur de son histoire. Les joueurs issus de l’Expansion Draft se nomment Reggie Theus, Scott Skiles, Terry Catledge, Sam Vincent, Otis Smith et Jerry Reynolds. Nick Anderson est sélectionné en 11e position lors de la draft. Le bilan du premier mois, 7 victoires pour 7 défaites, est le meilleur jamais obtenu pour une nouvelle franchise de la NBA. Le reste de la saison est beaucoup moins bon et l’équipe finit avec 18 victoires pour 64 défaites. Le style du Magic séduit, avec la 5e meilleure attaque de la ligue (et accessoirement la plus mauvaise défense).
Le Magic sélectionne Dennis Scott avec le quatrième choix de la draft 1990. L’équipe s’améliore et termine la saison avec 31 victoires. Scott Skiles réalise une superbe saison avec 17,1 points et 8,2 passes décisives par match (il mène la franchise dans ces deux catégories) et est nommé NBA Most Improved Player (joueur ayant le plus progressé).
À cause de blessures, la saison 1991-1992 est très décevante. L’équipe termine avec seulement 21 victoires. Scott Skiles ne joue que 18 matchs, Nick Anderson manque 22 matchs dans la saison, et durant le mois de décembre le Magic perd 17 matchs d’affilée. En raison de ses mauvais résultats, le Magic obtient le premier choix de la draft 1992 de la NBA.

### L'ère Shaquille O'Neal (1992-1996)

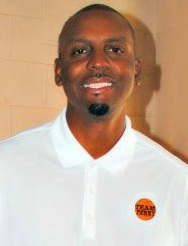
Penny Hardaway, ici en 2013.

La franchise sélectionne Shaquille O'Neal, dont l’impact est immédiat : le Magic réalise la meilleure saison de son histoire avec 41 victoires pour 41 défaites. À égalité avec les Pacers, le Magic ne participe pas aux play-offs. La puissance et le charisme de O’Neal font de lui le premier rookie (débutant) à être sélectionné au All-Star Game depuis Michael Jordan. Il est assisté de Nick Anderson qui marque 50 points dans un match cette saison et de Dennis Scott qui réussit 9 trois points en un seul match, manquant d’un seul trois points le record établi par Brian Shaw une semaine plus tôt. O’Neal est nommé NBA Rookie of the Year, en étant le seul joueur NBA à être dans le Top 10 dans quatre catégories statistiques (points, rebonds, contres, réussite aux tirs).

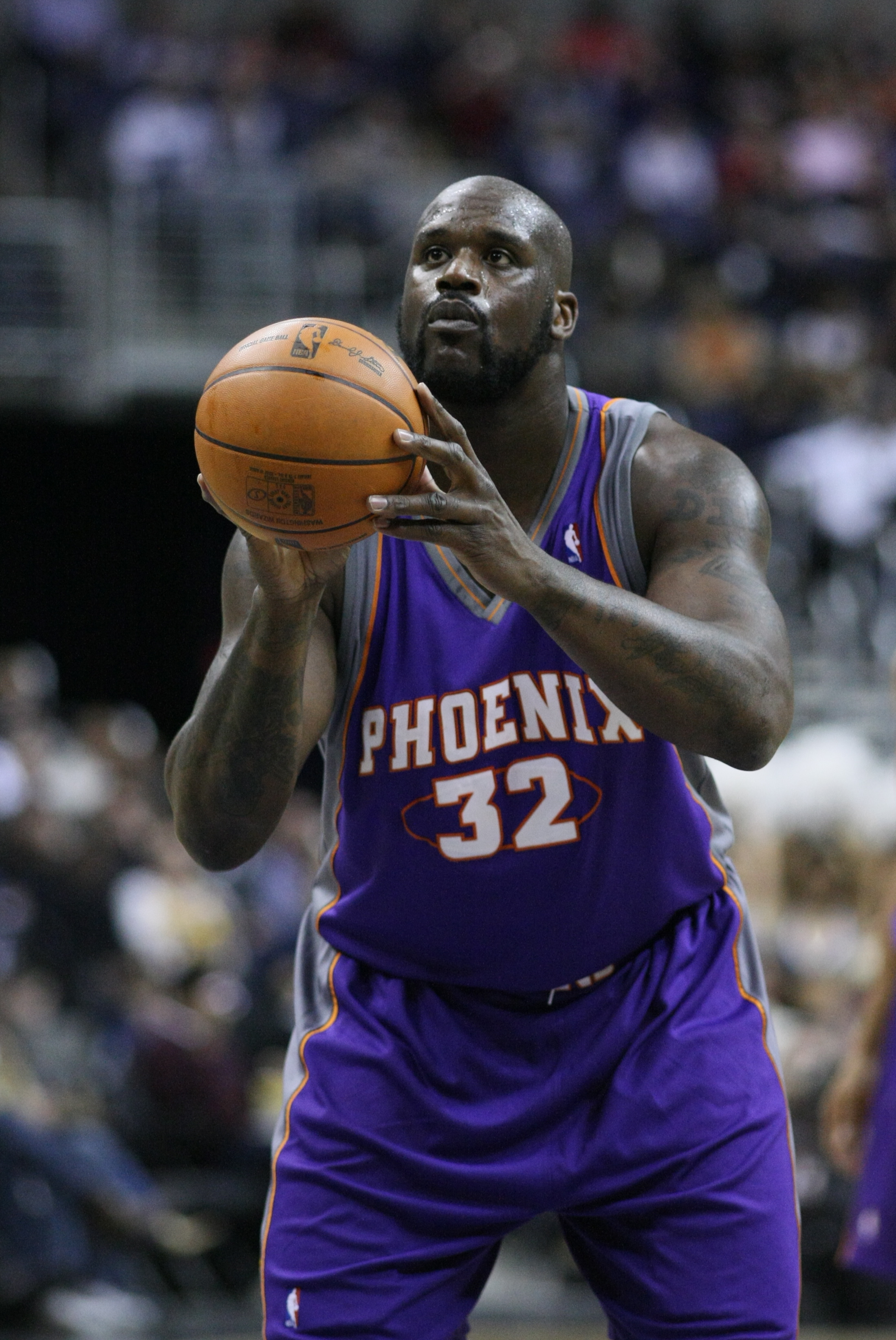
Shaquille O'Neal, ici sous le maillot des Suns de Phoenix, no 1 de la draft 1992.

En manquant les playoffs de très peu, le Magic participe à la loterie pour la draft 1993. Bien que ne disposant que d’une chance sur 66 d’obtenir le premier choix de la draft, le hasard offre à l’équipe un nouveau premier choix de draft. Chris Webber, convoité par Golden State, semble être le premier choix évident, mais le Magic semble avoir plus besoin d’un arrière, en l’occurrence Penny Hardaway. Le Magic sélectionne finalement Chris Webber pour l’échanger immédiatement contre Penny Hardaway et trois futurs choix de draft aux Warriors. L’équipe gagne cette année 50 matchs et participe pour la première fois aux play-offs. O’Neal manque de peu le titre de meilleur marqueur de la saison face à David Robinson qui marque 71 points contre des Clippers très conciliants lors du dernier match de la saison. Le manque d’expérience d’Orlando leur est fatal : ils sont balayés en trois matches dès le premier tour face aux Pacers de l'Indiana.
Pour la saison 1994-1995, le Magic signe Horace Grant alors libre de tout contrat et décroche le meilleur bilan de la Conférence Est avec 57 victoires. Ils battent en play-offs Boston, Chicago et Indiana et accèdent après seulement six ans d’existence aux finales NBA. Ils sont balayés en quatre matchs par les expérimentés Rockets de Houston menés par Hakeem Olajuwon et Clyde Drexler. En dépit d’une sèche défaite, l’avenir du Magic semble radieux.
La saison 1995-1996 confirme la progression d'Orlando qui glane 60 victoires (record de la franchise), mais qui est complètement effacée derrière les Bulls de Chicago menés par Michael Jordan, Scottie Pippen et Dennis Rodman. Cette saison, ce sont les Bulls qui occupent le devant de la scène en finissant la saison avec 72 victoires pour 10 défaites, (record battu depuis par les Golden State Warriors). Le Magic rencontre Chicago en Finales de Conférence et se fait éliminer en seulement quatre matchs, avec un écart moyen de 16,7 points.

### L'après O'Neal (1996-2000)
Durant l'intersaison, Shaquille O’Neal est recruté par des Lakers de Los Angeles en pleine reconstruction qui lui offrent le plus gros contrat jamais signé en NBA. La perte de Shaquille est irremplaçable pour le Magic qui termine la saison avec 45 victoires et est éliminé au premier tour des play-offs par l’autre franchise basée en Floride, le Heat de Miami.
La saison 1997-1998 est marqué par l’arrivée de deux légendes au sein de l’équipe dirigeante du Magic : Chuck Daly en tant qu’entraîneur et Julius Erving en tant que président exécutif. L’année est noircie par les blessures, le total de matchs manqués par les joueurs pour cause de blessure est de 275. La saison s’achève avec 41 victoires pour autant de défaites et le Magic rate de peu les play-offs.
Durant la saison raccourcie 1998-1999, le Magic poste 33 victoires pour 17 défaites. Ce résultat prometteur s’achève au premier tour des play-offs contre les Sixers d’Allen Iverson. La franchise est toujours menée par Anfernee Hardaway avec 15,8 points par match et Darrell Armstrong, le premier joueur à remporter la même année le titre de Meilleur 6e homme et de Joueur ayant le plus progressé. Plus anecdotique, le Magic combine dans son effectif la légende en fin de carrière Dominique Wilkins avec son frère Gerald.
En 1999-2000, l’équipe est menée par l’entraîneur Doc Rivers. La plupart des joueurs sont inexpérimentés (onze joueurs ont moins de trois ans d’expérience en NBA). L'équipe sur le papier semble très faible, reflétant la volonté des dirigeants de faire de la place dans la masse salariale pour attirer des bons joueurs. Mais l'équipe finit la saison pour la troisième fois de son histoire avec 41 victoires et Doc Rivers est élu Meilleur entraîneur de l’année.

### L'ère Tracy McGrady (2000-2004)
Avec la masse salariale disponible, le Magic fait un grand coup lors de l’intersaison 2000 en signant Tracy McGrady et en échangeant dans le cadre d’un sign and trade Grant Hill contre Ben Wallace et Chucky Atkins. Le transfert semble tout à l’avantage du Magic, qui récupère un All-Star en échange de deux faire-valoirs. Néanmoins, les espoirs sont ruinés quand Grant Hill se blesse et met fin à sa saison dès le quatrième match de la saison. Sous l’impulsion de Tracy McGrady et du rookie de l’année Mike Miller, le Magic finit la saison avec 43 victoires.
En 2001-2002, le Magic termine avec 44 victoires, soit un bilan positif pour la dixième saison consécutive. Grant Hill manque 68 matchs dans la saison, les membres de l’équipe ratent finalement 211 matchs dans la saison. Tracy McGrady s’affirme comme le leader de la franchise, avec l’aide du hargneux Darrell Armstrong. L’équipe compte également dans ses rangs Patrick Ewing, qui a signé pour une saison à Orlando (6 points de moyenne en 15 minutes par match) avant de prendre sa retraite.
L’équipe stagne en 2002-2003 avec 42 victoires et est encore éliminée au premier tour des playoffs. La seule maigre satisfaction vient de Tracy McGrady qui décroche le titre de meilleur marqueur de la saison. Grant Hill ne joue que 29 matchs et devient un bide total pour le Magic, d’autant plus que le « faire-valoir » transféré à l’époque, Ben Wallace, s’affirme comme un All-Star et se dirige vers un second titre de Meilleur défenseur de la Ligue sous le maillot des Pistons de Détroit.
Tout s’effondre pour la saison 2003-2004, à l’occasion du 15e anniversaire de la franchise. Le bilan de 21 victoires pour 61 défaites est le deuxième pire résultat de la franchise, Grant Hill est toujours blessé, Tracy McGrady marque toujours autant mais ne semble pas avoir la carrure d’un leader, et la récente acquisition Juwan Howard est bien décevante.

### La période Dwight Howard (2004-2012)

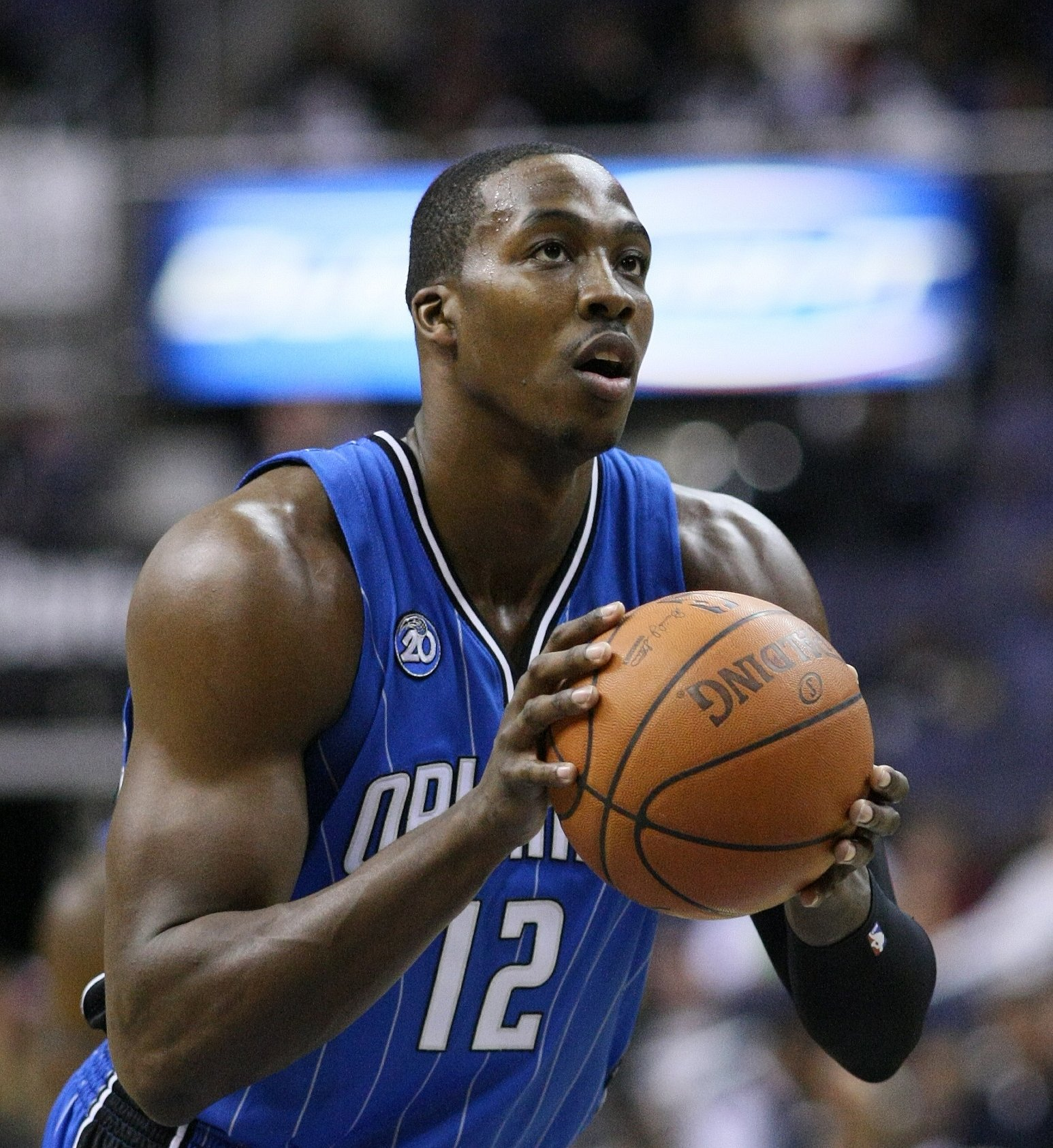
Dwight Howard, no 1 de la draft 2004 et sélectionné par le Magic d'Orlando.

Durant l’intersaison 2004, le Magic obtient pour la troisième fois de son histoire le premier choix de la draft 2004 et sélectionne l’intérieur issu directement du lycée Dwight Howard. Tracy McGrady, Juwan Howard, Tyronn Lue et Reece Gaines sont échangés aux Rockets de Houston contre le meneur Steve Francis, Cuttino Mobley et Kelvin Cato, ce qui marque un tournant dans l’histoire de la franchise.
La saison 2004-2005 marque également le retour de Grant Hill qui fait sa première saison complète depuis sa signature au Magic voilà 5 ans. Avec 12 points et 10 rebonds de moyenne, Dwight Howard est une satisfaction, mais le transfert en cours de saison de Cuttino Mobley pour un Doug Christie blessé et démotivé (Christie est à la base censé combler les lacunes défensives de l’équipe) termine d’achever l’équipe, qui avec seulement 36 victoires, ne se qualifie pas pour les play-offs.
L'été 2005 est relativement calme en Floride et les principaux mouvements dans l'effectif n'ont lieu qu'au cours de la saison 2005-2006 : Carlos Arroyo et Darko Miličić des Pistons de Détroit arrivent contre Kelvin Cato et un futur tour de draft pendant que Steve Francis est envoyé aux New York Knicks, allégeant ainsi une masse salariale importante. Malgré une nouvelle saison solide de Dwight Howard et un mois d'avril tonitruant, la franchise n'accède pas aux play-offs. Les blessures récurrentes de Grant Hill et l'absence d'un leader offensif (aucun joueur à plus de 16 points par match) ont lourdement handicapé l'équipe qui termine avec 36 victoires pour 46 défaites.
Mais lors de la saison 2007-2008, le Magic recrute Rashard Lewis et revient sous les projecteurs. Dwight Howard explose et devient l'un des meilleurs pivots de la NBA. Le Magic finit 3e de la conférence Est avec un bilan de 52 victoires pour 30 défaites. Il se fait cependant éliminer au deuxième tour 4-1 par les Pistons de Détroit.

#### Finales NBA (2008-2009)
La ville d'Orlando et les dirigeants sont très enthousiastes car ils voient en Dwight Howard, un successeur de Shaquille O'Neal.
La montée en puissance du Magic se confirme lors de la saison 2008-2009, avec un très bon bilan de 59 victoires pour 23 défaites, l'équipe manquant le record de victoires de la franchise (60-22) de très peu en raison de la blessure de Hidayet Türkoğlu lors des dernières rencontres.

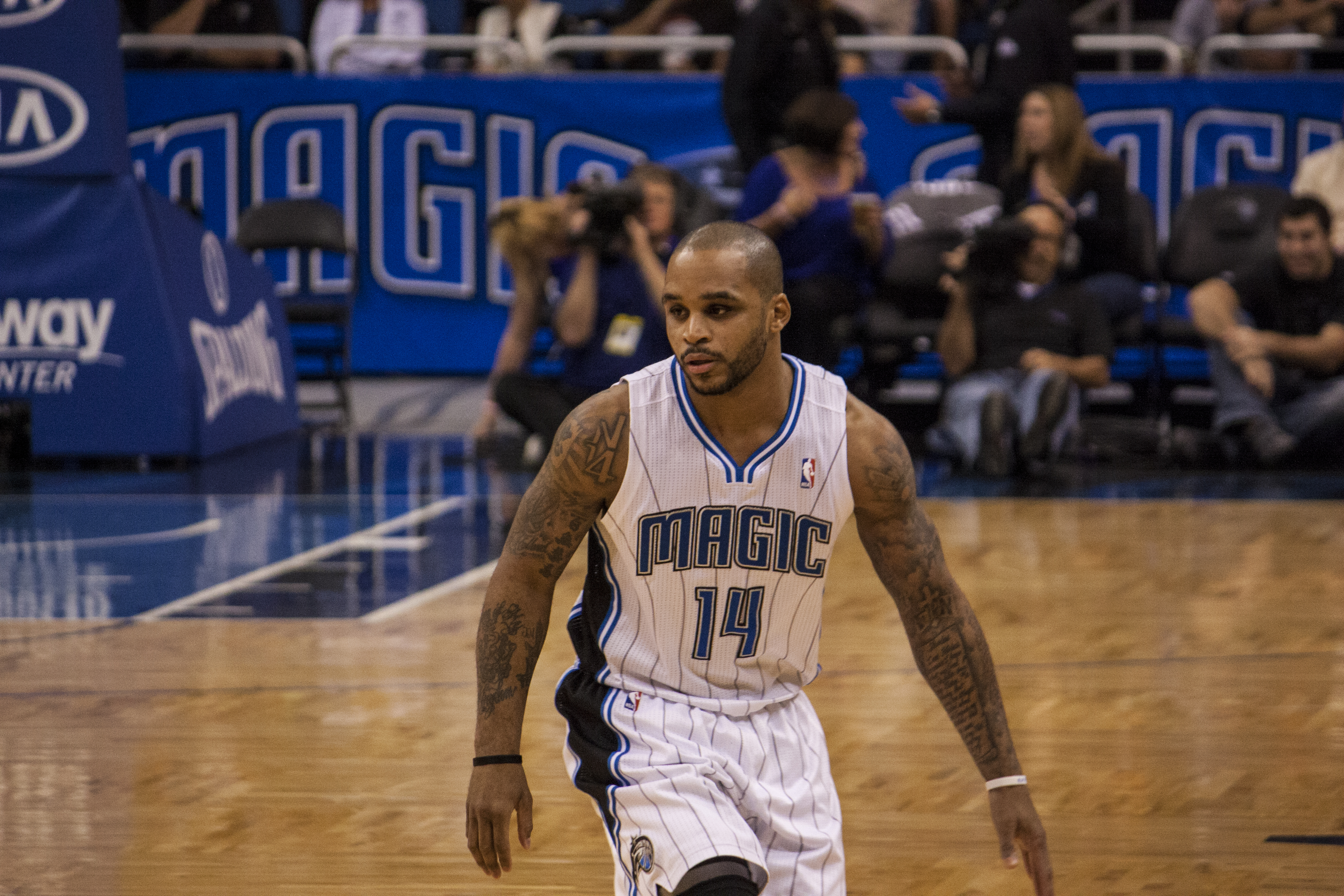
Jameer Nelson, joueur du Magic d'Orlando entre 2005 et 2014.

Lors du premier tour des Playoffs, contre les Sixers de Philadelphie, le Magic l'emporte plus difficilement que prévu, 4 victoires à 2, Hedo Türkoğlu étant de retour mais encore diminué physiquement, et les joueurs de Philly affichant un meilleur visage que lors de la saison régulière. Après les 76ers, le Magic retrouve les Celtics de Boston, champions en titre et au terme d'un tour très disputé allant jusqu'au 7e match, Orlando accède à la finale de conférence Est.
Lors de la finale de conférence Est, Orlando est opposé à la meilleure équipe de la NBA en saison régulière : les Cavaliers de Cleveland. Beaucoup pensent qu'Orlando va passer à la trappe, car les Cavaliers, menés par le meilleur joueur de la saison LeBron James, ont passé les deux premiers tours en l'emportant sur le score de 4 à 0. Cependant dès le premier match, Orlando reprend l'avantage du terrain en allant gagner à Cleveland, James parvient à gagner le deuxième match avec un tir à trois points au buzzer, mais il n'arrive par à porter son équipe et le Magic qui possède plus de talents l'emporte en 6 matchs. Le Magic se retrouve alors en finale NBA pour la deuxième fois de son histoire. Il rencontre les Lakers de Los Angeles de Kobe Bryant. Le Magic perd ses deux premiers matchs au Staples Center (le match 2 en prolongation). Dans le troisième match, le Magic réagit et l'emporte grâce à un taux de réussite au tir extraordinaire (62,5 %, soit la meilleure performance d'une équipe dans l'histoire des Finales NBA), gagnant ainsi le premier match de finale NBA de son histoire. Mais les Angelinos reprennent le dessus lors des deux matchs suivants, Orlando s'inclinant finalement 4-1 face aux Lakers de Kobe Bryant — bien défendu par Mickaël Piétrus — et ses intérieurs Pau Gasol et Andrew Bynum, plutôt dominants face à Dwight Howard.
Le 26 juin 2009, le Magic d’Orlando réalise un échange avec les Nets du New Jersey qui implique Rafer Alston, Courtney Lee et Tony Battie contre Ryan Anderson et Vince Carter, la super star des Nets. Avec l’apport d' "Air Canada", joueur expérimenté, régulier malgré les saisons et élu huit fois au NBA All-Star Game, le Magic a pris une sérieuse option pour la saison 2009-2010.
Rashard Lewis manque les dix premiers matchs de la saison régulière à cause de sa suspension pour dopage, mais Orlando, en son absence, compile 7 victoires pour 3 défaites (après avoir été, avec 8 victoires, la seule équipe NBA invaincue en présaison). L'équipe, en dépit d'un mois de janvier difficile de sa nouvelle star Vince Carter, garde un très bon rythme pendant toute la saison régulière et termine avec le même bilan que la saison précédente (2e meilleur bilan de toute la NBA derrière les Cavaliers).
Durant les Playoffs 2010, pour la première fois de son histoire, le Magic réalise deux « sweeps » (séries gagnées 4 à 0) contre les Bobcats de Charlotte au premier tour puis contre les Hawks d'Atlanta. Mais il doit s'incliner contre les Celtics de Boston en finale de conférence (4-2).

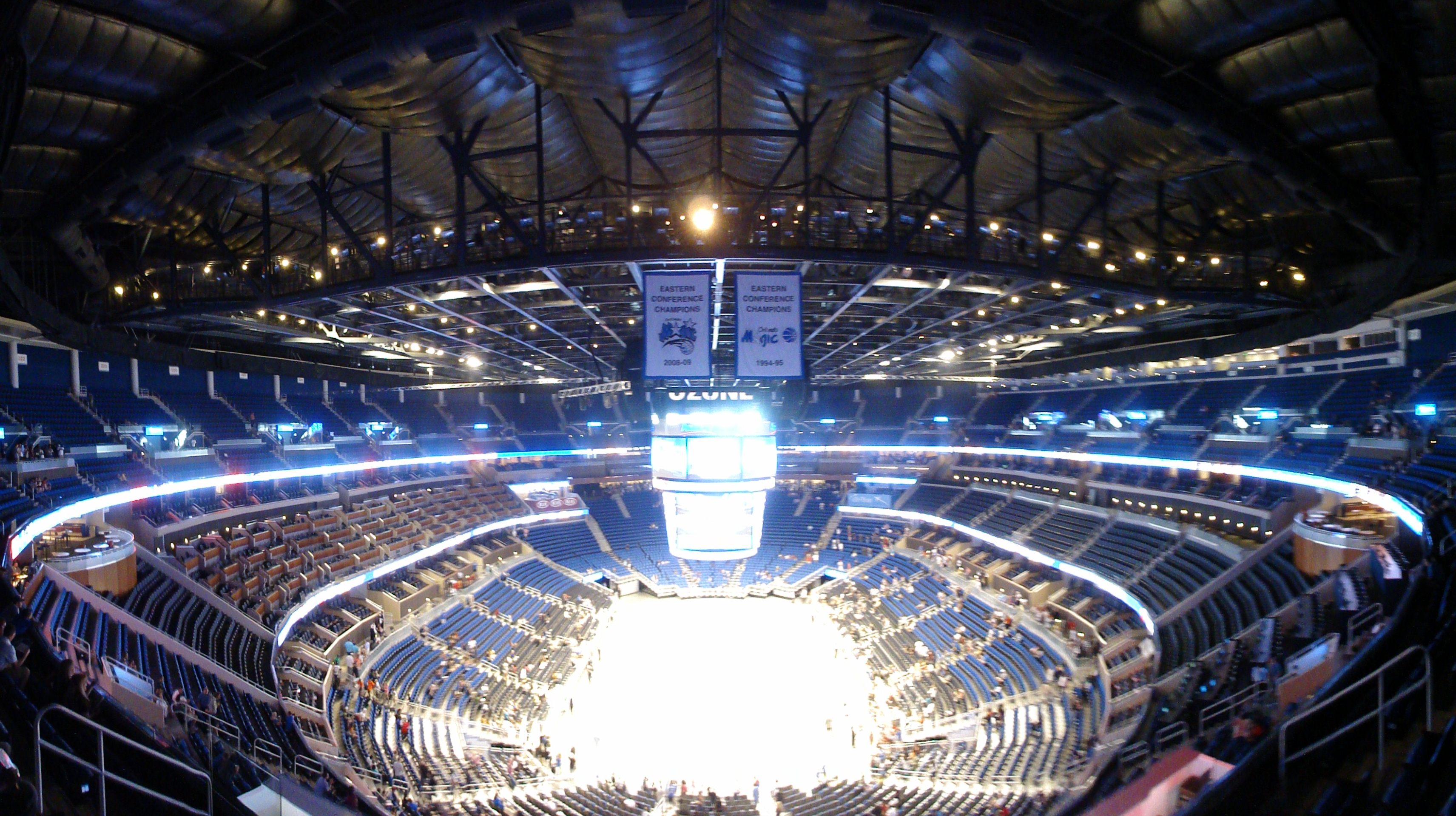
Le Kia Center où réside la franchise du Magic d'Orlando depuis 2011.

Le 28 octobre 2010, à l'occasion de son premier match de la saison 2010-11, l'équipe étrenne sa nouvelle salle, le Amway Center et remporte une victoire aisée face à Washington. Le bilan du début de saison s'avère bon (15 victoires pour 4 défaites), mais l'équipe va traverser une mauvaise passe et le jeu pratiqué par les Floridiens ne convainc plus vraiment.
Le front office d'Orlando décide alors de modifier le visage de l'équipe et réalise deux échanges importants le 18 décembre 2010 : le premier envoie le plus gros salaire de la franchise, Rashard Lewis, aux Wizards de Washington en échange de l'arrière Gilbert Arenas, devenu indésirable aux Wizards ; le second concerne quant à lui plusieurs joueurs : Vince Carter, Marcin Gortat et Mickaël Piétrus sont expédiés aux Suns de Phoenix, la franchise de l'Arizona cédant de son côté Hedo Türkoğlu (qui fait son grand retour à Orlando une grosse saison après l'avoir quitté), Jason Richardson et le sophomore Earl Clark.
Avec Türkoğlu et les nouvelles recrues, Orlando se relance très rapidement et réussit une série de 9 victoires consécutives (le record de la franchise étant de 10), en battant notamment coup sur coup San Antonio et Boston, les leaders des 2 Conférences ! Mais Orlando va finir la saison mi-figue mi-raisin, avec des défaites indignes de son statut. L'équipe reste néanmoins un outsider pour les playoffs, mais va décevoir en se faisant éliminer dès le premier tour par les Hawks d'Atlanta (4 à 2), qui prend ainsi sa revanche sur une équipe qui les avait « sweepés » l'année précédente.
La saison suivante confirme une nette régression sportive. Le Magic d'Orlando, malgré une saison régulière plutôt solide et la révélation de son ailier fort Ryan Anderson, est miné par une mauvaise ambiance au sein de l'équipe, principalement en raison de la volonté de son multiple all-star Dwight Howard de quitter la franchise. Les Floridiens se font sortir des playoffs dès le premier tour, face aux Pacers d'Indiana, une série jouée sans sa star, victime pour la première fois de sa carrière d'une sérieuse blessure (au dos).
Après le limogeage en mai 2012 de l'entraîneur Stan Van Gundy et du manager général (et ancien joueur de l'équipe) Otis Smith, et les envies de départ grandissantes de Howard, ce dernier est finalement échangé le 10 août 2012. Dwight Howard, à Orlando depuis 2004 et ses débuts en NBA, rejoint les Lakers de Los Angeles, en compagnie de Earl Clark et Chris Duhon, Orlando envoyant aussi, dans cet échange massif impliquant quatre équipes, l'arrière Jason Richardson aux Sixers de Philadelphie. En contrepartie, Orlando reçoit Arron Afflalo et Al Harrington, en provenance de Denver, Nikola Vučević et le rookie Maurice Harkless, de Philadelphie, Christian Eyenga et Josh McRoberts des Lakers, ainsi que trois premiers tours de draft.

### Reconstruction (2012-2019)
La perte de celui qui fut le franchise player pendant huit saisons implique un nouveau projet de reconstruction. Les joueurs ayant vécu les aventures en playoffs des dernières saisons ne sont pas nombreux à être restés (Nelson, Türkoğlu, Redick). Lors de la draft 2012, le Magic sélectionne Andrew Nicholson (19e choix) et Kyle O'Quinn (49e choix). Durant l'intersaison, d'autres jeunes joueurs vont les rejoindre dans l'effectif, comme Nikola Vučević, Maurice Harkless, récupérés dans un échange, ou encore E'Twaun Moore, en tant qu'agent libre. L'équipe d'Orlando va faire une entame de saison meilleure que le prédisaient les medias sportifs, atteignant la mi-décembre avec un bilan honnête de 12 victoires pour 13 défaites. Mais beaucoup de blessures, dans un premier temps (comme celles des vétérans Nelson et Davis), puis une volonté de donner beaucoup de temps de jeu aux débutants, dans un second, vont entraîner par la suite de grandes séries de défaites. À la mi-saison, Orlando effectue aussi un échange avec les Bucks de Milwaukee, envoyant notamment J.J. Redick, un des joueurs les plus appréciés du public floridien, dans le Wisconsin et obtient en retour trois joueurs, dont Tobias Harris, qui jouait peu dans son ancienne équipe et qui va se révéler sous son nouveau maillot. L'équipe parvient finalement à éviter de devenir celle du pire bilan de victoires de l'histoire du Magic, atteignant le cap des 20 victoires, pour 62 défaites. Orlando a vécu, lors de cette saison du renouveau, des choses encourageantes pour l'avenir, comme les promesses affichées par ses prospects.

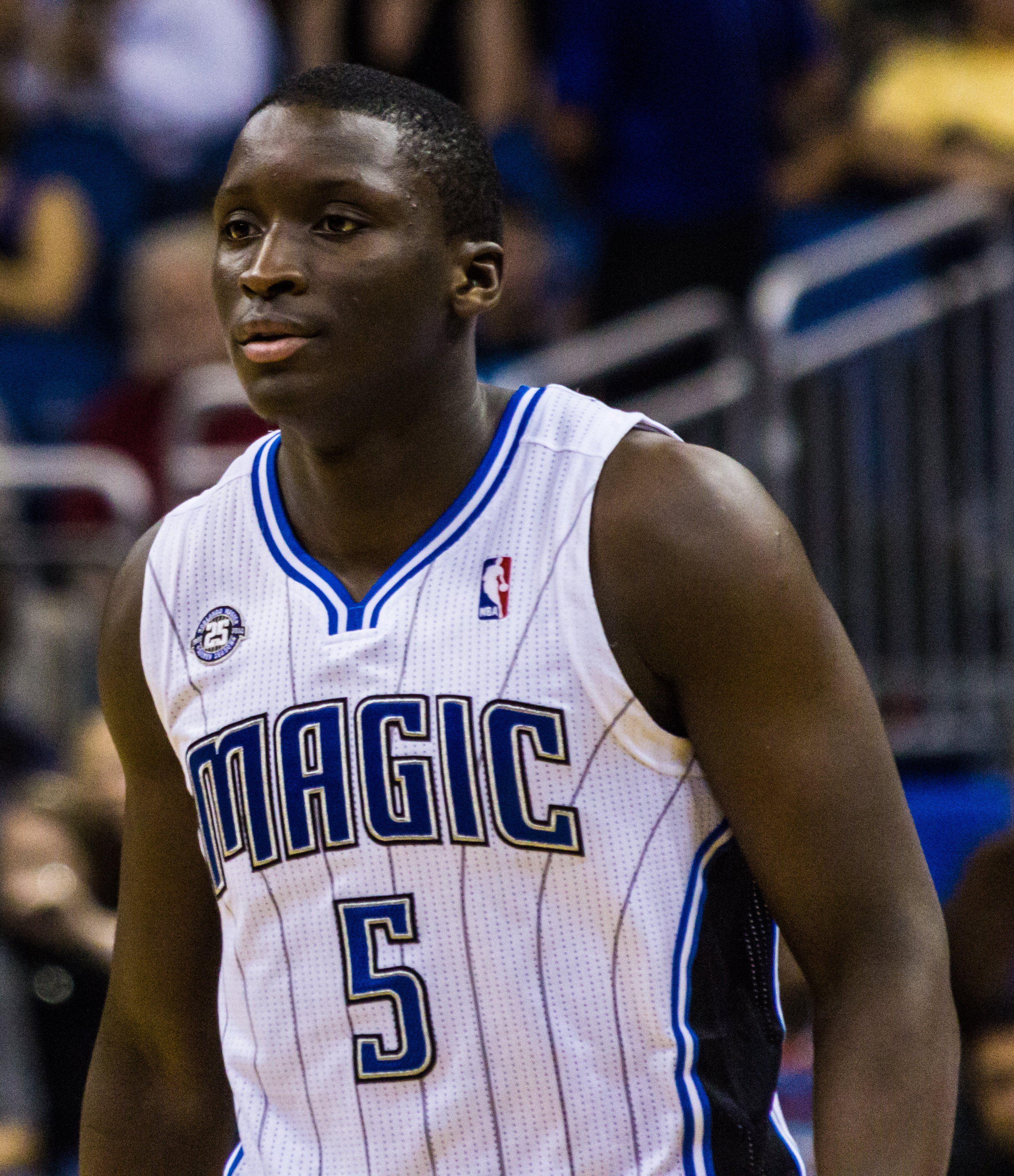
Victor Oladipo lors de sa première saison avec le Magic d'Orlando (2013).

La reconstruction continue pour le Magic, qui obtient le deuxième choix de la draft 2013. Avec ce choix, la franchise floridienne choisit l'arrière des Hoosiers de l'Indiana, Victor Oladipo. Cependant, l'effectif est toujours trop jeune et permet juste de faire un peu mieux que la saison précédente : Orlando finit à peine avec 23 victoires pour 59 défaites. Néanmoins, Victor Oladipo réalise une bonne saison, compilant 13,8 points, 4,1 rebonds et 4,1 passes décisives ; il termine ainsi deuxième au vote du rookie de l'année.
Orlando sélectionne en 4e position de la draft 2014 de la NBA Aaron Gordon, l'ailier fort d'Arizona. À tout juste 19 ans et avec un physique un peu frêle, le Magic prend son temps avec son rookie. Jeudi 26 juin 2014, jour de la draft, Orlando envoie Arron Afflalo en échange d’Evan Fournier et du second tour de draft 2014 des Nuggets (n°56). Rob Hennigan sélectionne également Dario Šarić (20 ans) en 12e et enfin Roy Devyn Marble en 56e position. Dans la foulée, Saric est envoyé aux Sixers avec un premier tour de draft 2017 contre Elfrid Payton (20 ans), qui avait été choisi en 10e position. Dimanche 30 juin 2014, Doron Lamb est coupé puis juste avant la date limite, c’est au tour de Jameer Nelson d’être coupé : après dix ans au club, celui-ci quitte son équipe de toujours. La manœuvre permet au Magic de gagner 7 M$ en ne payant que 2 M$ de la dernière année de contrat de Nelson. Dès l’ouverture du marché, Orlando signe Willie Green en provenance des Clippers. Celui-ci est signé sur la base de son contrat à 1 M$ signé à L.A. Mercredi 2 juillet, Orlando signe Ben Gordon en provenance de Charlotte, pour 2 ans et 9 M$ avec une team option sur la deuxième année du contrat. Le lendemain, Ronnie Price est coupé. Vendredi 4, c’est au tour de Jason Maxiell d’être coupé. Dans la foulée, Orlando signe Channing Frye pour 32 M$ sur 4 ans. Mardi 15 juillet, les droits sur Milovan Raković sont envoyés à Chicago en échange d’Anthony Randolph et de deux seconds tours des drafts 2015 et 2016. Randolph est coupé dans la foulée. Mercredi 16, le Magic annonce la signature de Luke Ridnour, ce qui clôture le recrutement. Il signe pour 2 ans et 2,25 M$. Encore naïfs, Orlando perd beaucoup de matchs par manque d’expérience. Avec un bilan de 10V-20D à Noël, Orlando est 9e à l’Est. Victor Oladipo et Elfrid Payton sont sélectionnés au Rising Stars Challenge dans la team USA. Oladipo participe également au Slam Dunk Contest de ce NBA All-Star Game 2015. Nikola Vučević n’est en revanche pas sélectionné pour le match des étoiles alors qu’il aurait pu y prétendre. La faute aux mauvais résultats du Magic. En Floride, les défaites s’accumulent, ce qui va couter à Jaque Vaughn son poste d'entraîneur. Il est remplacé provisoirement par son assistant James Borrego. Les Floridiens sont 13èmes à l’Est au moment du All-Star break (17V-39D). Lors du Rising star challenge, les deux joueurs d’Orlando, Oladipo et Payton, sont titulaires pour l’équipe US face à la World Team. Les États-Unis s’inclinent 121-112 malgré les 22 points d'Oladipo, meilleur marqueur de la sélection US. Le lendemain, il participe au Slam Dunk Contest et s’incline en finale face à Zach LaVine. Elfrid Payton réalise son premier triple double en carrière le 18 mars contre Dallas (15 points, 12 passes, 10 rebonds) mais ne peut empêcher la sixième défaite de suite des Floridiens. Lors de la victoire de prestige pour stopper la série le 20 mars contre Portland, Elfrid Payton réalise un nouveau triple double (22 points, 10 rebonds, 10 passes). Il réalise une performance historique car c’est la première fois qu’un rookie réalise un back to back depuis Antoine Walker en 1997. En s’inclinant dimanche 22 mars contre Denver, Orlando est officiellement éliminé de la course aux playoffs. Le Magic termine avec 25 victoires pour 57 défaites, soit le 5e plus mauvais bilan de la ligue.

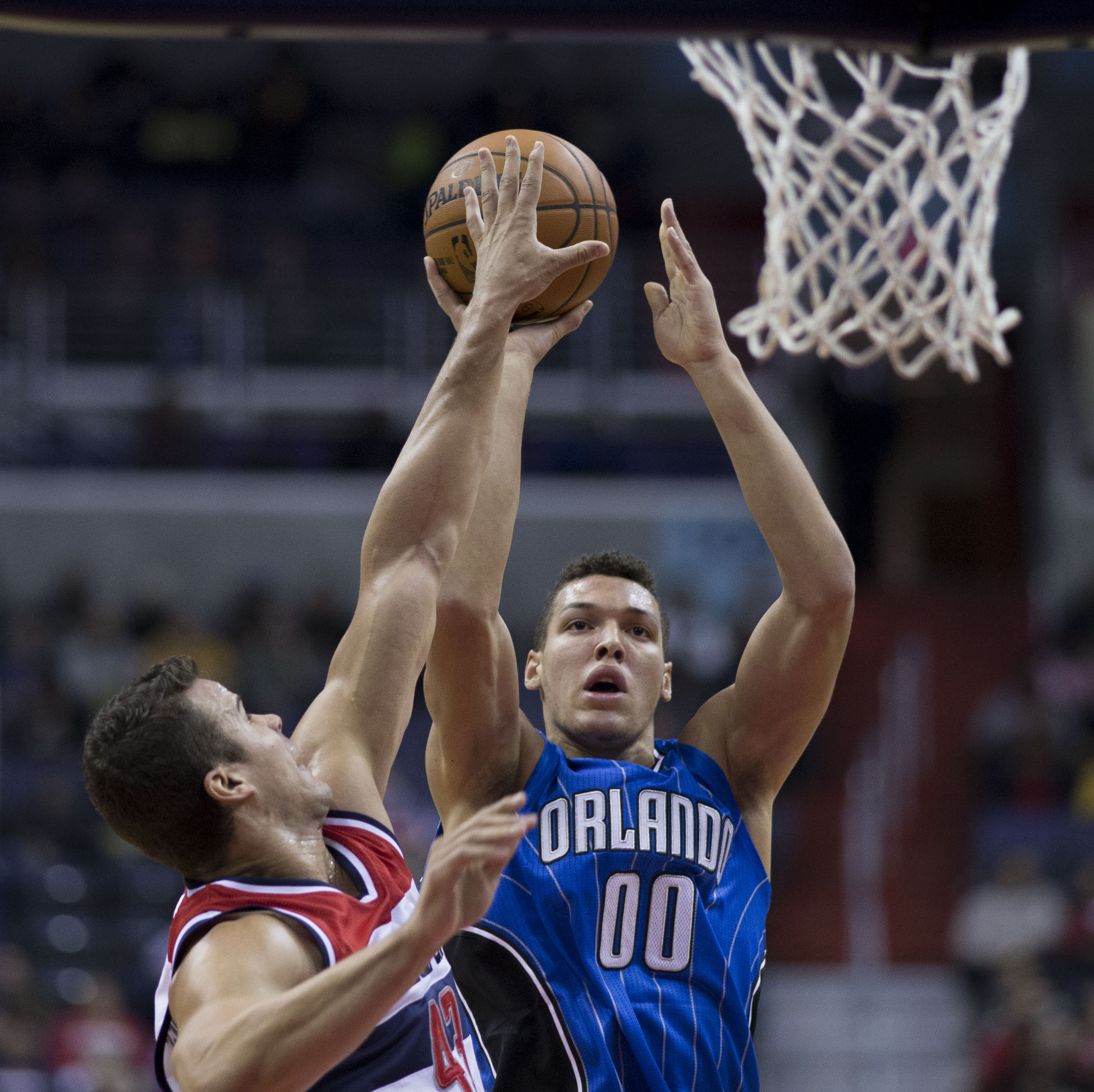
Aaron Gordon lors d'un match face aux Wizards de Washington (2014).

En mai, Orlando hérite du cinquième choix lors de la draft, soit le choix correspondant à son classement en saison régulière. Le 29 mai, Rob Hennigan choisit de signer Scott Skiles pour quatre ans en tant qu'entraîneur. Lors de la draft, le Magic choisit Mario Hezonja en 5e position. En 51e position, Orlando choisit le meilleur scoreur NCAA Tyler Harvey. Luke Ridnour est transféré à Memphis. Ben Gordon est coupé. Le 3 juillet 2015, Tobias Harris prolonge pour 4 ans et 64 M$. Le 4 juillet 2015, C. J. Watson s’engage avec Orlando afin de tenir le rôle de doublure d’Elfrid Payton. Il signe pour 3 ans et 15 M$. Kyle O'Quinn décide de partir pour New-York. Le 7 juillet 2015, Jason Smith fait le chemin inverse et signe pour deux ans et 4.5 M$. Maurice Harkless est envoyé à Portland dans un échange contre un second tour de draft 2019 protégé. Rob Henningan opère ensuite un échange avec Miami. Il envoie un second tour de draft protégé (30-55) contre Shabazz Napier. Lors de la pré-saison, Orlando joue contre Flamengo, à Rio au Brésil. Première victoire de la saison à La Nouvelle-Orléans le 3 novembre. Evan Fournier bat son record de points en carrière (30 points). Le Magic réalise un bon début de saison. Grâce à la victoire contre Boston le 29 novembre 2015, le bilan du Magic est de 9 victoires pour 8 défaites. C’est la première fois depuis plus de 2 ans qu’il est positif. À Noël, à la suite de leur victoire face aux Rockets, les Floridiens pointent à la 5e place avec un bilan de 17V-12D, à une victoire de la 2e place. Sur le mois de décembre 2015, Orlando est la meilleure équipe à l’Est.
Le 4 janvier 2016, Scott Skiles est élu Coach of the Month (décembre 2015). Le 11 janvier, le Magic s’envole pour Londres pour y affronter les Raptors. L'équipe va ensuite s'incliner neuf fois consécutivement. Le 31 janvier 2016, avec un bilan de 1 victoire pour 12 défaites en janvier, le Magic est classé 12e à l'Est (20V-25D) et voit ses espoirs de playoffs s’envoler. Lors du All-Star break, Mario Hezonja participe au Rising star challenge. La World Team s’incline mais Mario Hezonja réalise une belle partie (19 points, 10 rebonds, 7 passes). Le lendemain, Aaron Gordon participe au Slam Dunk Contest. Il se qualifie en finale face à Zach LaVine et s’incline de peu. Le 16 février 2016, Orlando est le premier actif sur le marché des transferts avant la date limite. Tobias Harris (contrat de 32 M$ sur 4 ans) est échangé à Detroit contre Brandon Jennings (26 ans, fin de contrat) et Ersan İlyasova (28 ans, fin de contrat). Le 18, Channing Frye est envoyé à Cleveland dans un échange à trois avec Portland. Orlando récupère Jared Cunningham qui va rapidement être coupé. Les échanges ne vont pas avoir l’effet escompté puisque le Magic n’améliore pas son bilan. L’équipe est éliminée de la course aux playoffs mi-mars et finit la saison avec un bilan de 35 victoires pour 47 défaites.
À la surprise générale, Scott Skiles démissionne de son poste d’entraîneur le 12 mai 2016. Le 20 mai, Rob Henningan annonce la nomination de Frank Vogel, ancien entraîneur des Pacers, 42 ans, à la tête de l’équipe. Il signe un contrat de 4 ans et 22 M$. C’est le 3e entraîneur du Magic en 15 mois. Lors de la lotterie de la draft, le Magic hérite du 11e choix. Au mois de juin, lors de la draft, Orlando choisit Domantas Sabonis au premier tour puis Stephen Zimmerman au second tour en 41e position. Rob Hennigan échange le 47e choix contre un futur second tour de draft en provenance de Portland et de l'argent. Il envoie ensuite Victor Oladipo, Ersan İlyasova et Domantas Sabonis à Oklahoma City contre Serge Ibaka. Le 29 juin, les dirigeants activent la team option pour Evan Fournier et Dewayne Dedmon. Le 30 juin, le Magic envoie un second tour de draft 2019 à Detroit contre Jodie Meeks. D. J. Augustin signe, dès les premières heures de l'ouverture du marché des transferts, pour 4 ans et 29 M$. C’est ensuite Evan Fournier qui re signe assez rapidement pour 85 M$ sur 5 ans. Le Magic signe ensuite Bismack Biyombo pour 72 M$ sur 4 ans. C’est enfin Jeff Green qui signe pour 1 an et 15 M$. Le 6 juillet 2016, Orlando annule sa qualifying offer pour Dewayne Dedmon, qui devient alors free agent non protégé. Il va s’engager avec les Spurs. Le 7 juillet 2016, Jason Smith s’engage avec Washington et rejoint ainsi Andrew Nicholson, signé lui aussi par les Wizards quelques jours plus tôt. Brandon Jennings s’engage pour New-York. Le 7 juillet également, Shabazz Napier est envoyé à Portland contre du cash. Le 13 juillet 2016, Roy Devyn Marble est transféré aux Clippers contre C. J. Wilcox. Le Magic commence sa saison par une défaite contre le Heat à domicile. Première victoire à domicile contre Philadelphie 103-101. Après un mois de compétition, Orlando est 11e à l’est avec un bilan de 8 victoires pour 12 défaites. Pourtant, à la faveur de quelques bons résultats, le Magic n’est qu’à 1 seul match de la 6e place à Noël (15 victoires – 18 défaites, 12e à l’Est alors que Atlanta est 6e à 16v-17d). Les mauvais résultats du début de l'année 2017 font glisser le Magic à la 14e place à l’Est au moment du All Star Break. De toute la NBA, seuls les Lakers, les Suns et les Nets sont moins bons (21V-37D). Rob Hennigan décide d’envoyer Serge Ibaka à Toronto contre Terrence Ross et un futur premier tour de draft 2017. Lors du All Star Week-end, Aaron Gordon est le seul représentant d’Orlando. Il participe au Slam Dunk Contest. Comme un symbole de la saison d’Orlando, il va complètement manquer son concours, ne réussissant qu’un seul dunk et terminer dernier. Lors de l’avant dernière rencontre de la saison régulière, Orlando s’incline 75-122 à Chicago, ce qui est la plus grosse défaite de l’Histoire de la franchise. Orlando termine la saison avec un bilan de 29 victoires pour 53 défaites, se classant 13e à l’Est et 26e sur 30 de toute la NBA. Dès le lendemain, le 13 avril 2017, le general manager Rob Hennigan est officiellement mis à pied.
Le 19 mai 2017, lors de la draft lottery, Orlando hérite du 6e choix de la prochaine draft. Le 23 mai, Jeff Weltmann est choisi pour être le nouveau président des opérations basket. Dans la foulée, le nouveau GM est annoncé. Il arrive en provenance de Toronto. Il s’agit de John Hammond. Le 23 juin 2017, lors de la draft, Orlando sélectionne Jonathan Isaac en 6e position, en provenance de Florida State. Le 25e choix est échangé à Philadelphie contre un 1er tour en 2020 et un deuxième tour en 2020. En 33e, le Magic choisit Wesley Iwundu, arrière de Kansas State. Le 35e choix est envoyé à Memphis contre un second tour en 2019 en provendance de Brooklyn. Lors de l’été, ne sont signés qu’uniquement des role players afin d’améliorer le banc. Melvin Shack sur le poste 1, Arron Afflalo sur le poste 2, Jonathon Simmons sur le poste 3 et Marreese Speights sur le poste 5. La saison débute le 18 octobre 2017 face à Miami. Orlando l’emporte. Après la victoire face à San Antonio 114-87, Orlando est seul premier à l’Est avec un bilan de 4-1. C’est la seule équipe depuis Detroit en 1989 à marquer 114 points ou plus lors de ses cinq premières rencontres. Les défaites vont malheureusement arriver. Pour la première fois de la saison, le 21 novembre, après sa défaite contre Indiana, Orlando a un bilan négatif (8-9) et sort du braquet des playoffs (10e). Les blessures conjuguées d’Evan Fournier, Terrence Ross, Nikola Vučević et Aaron Gordon remettent Orlando dans la spirale de la défaite. Orlando enchaîne 9 défaites jusqu’à Noël et descend à la 14e place de la conférence Est. Seuls Atlanta, Dallas et Memphis font pire. Orlando reste sur 3 victoires et 20 défaites. Le 20 janvier, Orlando est dernier de la NBA après sa défaite 103-104 face à Cleveland. Le 10 février 2018, Elfrid Payton, dont le contrat expire en fin d’année et que le management ne souhaite pas prolonger, est envoyé à Phoenix en échange d’un second tour de draft 2018. La blessure d’Aaron Gordon l’empêche de participer au slam dunk contest. Orlando termine avec un bilan de 25 victoires pour 57 défaites. Le Magic se classe 14e sur 15 dans la conférence Est et 26e sur 30 de la NBA. Dès le lendemain de la fin de saison, l'entraîneur Frank Vogel est démis de ses fonctions.
Lors de la lottery de la draft en mai 2018, Orlando obtient le 6e choix. Le 30 mai 2018, Orlando engage Steve Clifford, l’ancien entraîneur des Hornets. Il s’engage pour quatre ans. Il était l’assistant de Stan Van Gundy de 2007 à 2012. Le 21 juin 2018, lors de la draft, le Magic sélectionne Mohamed Bamba, pivot défensif en provenance de l'université de Texas A&M puis Melvin Frazier en 35e position et enfin Jarred Vanderbilt en 41e position, aussitôt échangé à Denver contre Justin Jackson, drafté en 43e position. Le 27 juin, Shelvin Mack est coupé. Le 1er juillet 2018, Aaron Gordon resigne pour un contrat d'environ 80 millions de dollars sur 4 ans Mario Hezonja, non retenu par le Magic, décide de s'engager pour les Knicks de New York. Le samedi 7 juillet, le Magic envoie Bismack Biyombo et son imposant contrat ainsi que deux second tours de draft à Charlotte dans un échange en triangle. Orlando récupère Timofeï Mozgov et Jerian Grant en provenance de Chicago. Le 20 juillet, Orlando envoie Rodney Purvis à Oklahoma City contre Dakota Johnson et du cash. Dès le 22, Johnson est envoyé à Memphis contre Jarell Martin et du cash.

### Retour en playoffs (2019-2022)

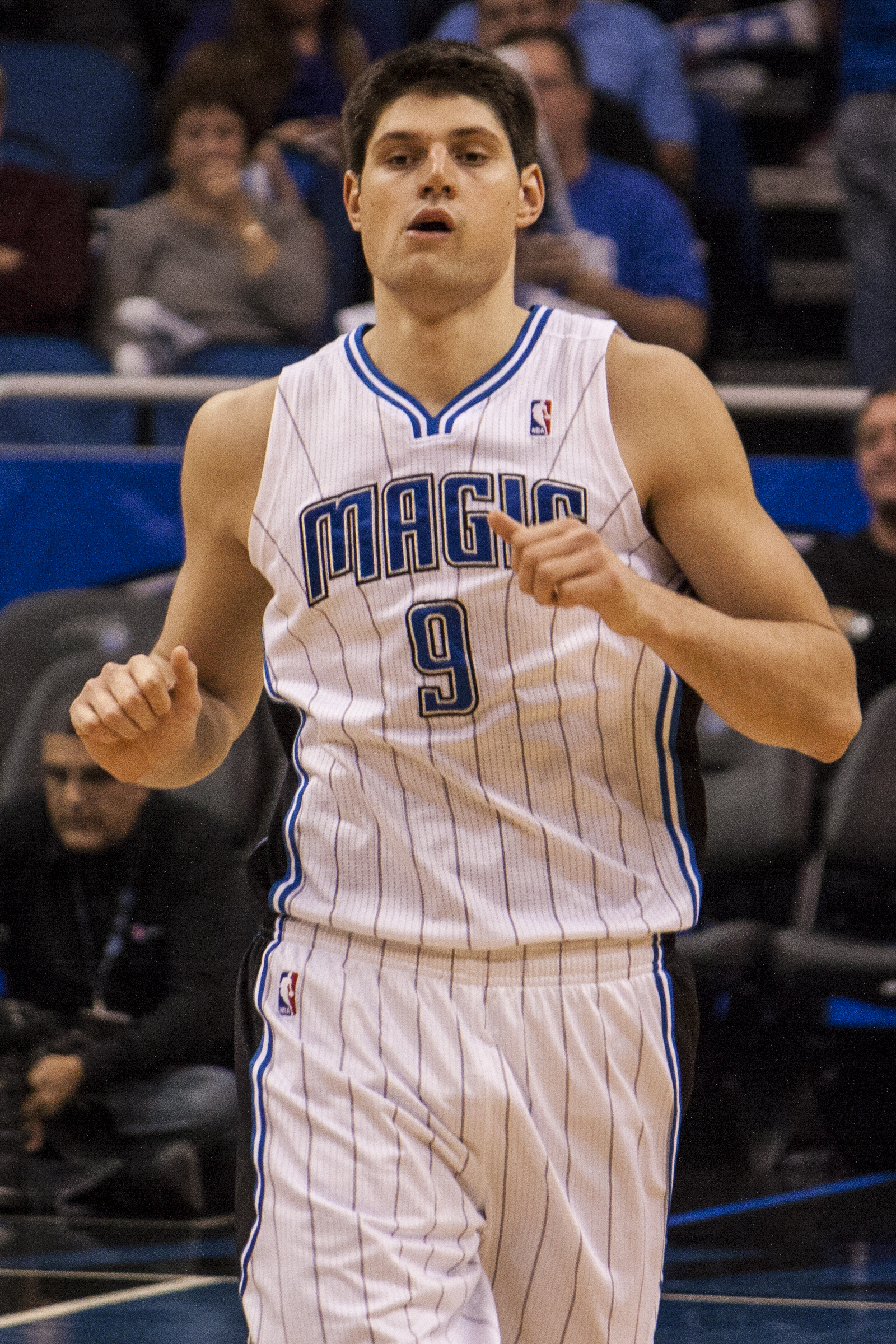
Nikola Vučević, All-Star en 2019.

Après une pré-saison à 2 victoires pour 3 défaites, le Magic joue son premier match contre Miami le 16 octobre. A l’extérieur, Orlando s’impose et lance bien sa saison. Orlando s’impose à Boston 90-93 et pour la première fois depuis 1994, 4 joueurs réussissent un double-double dans la rencontre (Fournier avec 14 pts, 10 passes décisives, Isaac avec 18 points, 12 rebonds, Vučević avec 24 points, 12 rebonds et Augustin avec 10 points et 10 passes décisives). En novembre, après une victoire face aux Spurs, une rareté car seulement la 3e victoire depuis 1994, Orlando enchaîne. Entre le 9 et le 18 novembre, ils gagnent 5 de leurs 6 matchs. Une seconde victoire contre les Lakers permet à Orlando de sweeper les coéquipiers de LeBron James, une première depuis 1994. Le Magic va subir quelques revers avant de partir à Mexico pour y affronter les Bulls de Chicago. Orlando s’impose de 6 points le 13 décembre 2018. S'ensuit une seconde victoire au Mexique, cette fois-ci contre le Jazz. Orlando est installé à la 8e place à l’Est avec un bilan de 14 victoires pour 15 défaites. Orlando est, fin janvier 2019, à 3 matchs de la 8e place. Pour la première fois depuis 2012, un joueur du Magic est sélectionné pour le NBA All-Star Game, Nikola Vučević. Le soir de la date limite des transferts en février 2019, Orlando envoie Jonathon Simmons, un premier tour de draft 2020 et un second tour 2019 contre Markelle Fultz, numéro 1 de la draft 2017. Juste avant le All Star Game, Orlando s’impose à Milwaukee, meilleure équipe de la NBA qui restait sur 12 victoires en 13 matchs, ce qui replace le Magic dans la course aux playoffs. Au 2 mars, Orlando accroche la 8e place et va enchaîner six victoires de rang entre le 15 et le 27 mars (une première depuis 8 ans pour Orlando). Le Magic est performant face aux équipes du top 8 de la conférence Est. Michael Carter-Williams signe pour un contrat de 10 jours et est finalement signé pour le reste de la saison. Le Magic gagne contre Atlanta son 9e match de suite à domicile (149-113), une première depuis 2008-2009. Le Magic bat son record de point en une mi-temps avec 83 points marqués. Le dimanche 7 avril 2019, Orlando se qualifie pour les playoffs en s’imposant à Boston. Le Magic décroche par la même occasion le titre de la division Sud-Est, son 6e titre de division. Deux jours plus tard, Orlando s’impose à Charlotte et termine sa saison par une 4e victoire de rang. C’est l’équipe la plus performante avec Milwaukee depuis le All Star Week-End, Steve Clifford est élu entraîneur du mois. Orlando termine 7e de la conférence Est avec un bilan de 42 victoires pour 40 défaites, à égalité avec Brooklyn. Pour la première fois depuis 2012, le Magic se qualifie pour les playoffs et met fin à 7 années sans playoffs.
Dans ces playoffs, Orlando affronte les Raptors de Toronto. Dans le premier match, DJ Augustin, inscrit un tir à trois points en tête de raquette, donnant la victoire au Magic (101-104). Toronto s'impose ensuite 111-82 et égalise à 1-1 dans la série avant deux matchs en Floride. Toronto vient ensuite s'imposer 93-98 puis 85-107 à Orlando. Une dernière victoire 115-96 à Toronto élimine le Magic le 23 avril 2019.
Le soir de la draft 2019, le front office sélectionne Chuma Okeke en 16e position en provenance de l'université d'Auburn. Dès le 1er juillet, Nikola Vučević re-signe pour 4 ans et 100 millions de dollars. Dans la foulée, Al Farouq Aminu débarque de Portland pour 3 ans et 29 millions de dollars. Terrence Ross re-signe à son tour pour 4 ans et 54 millions de dollars.
Orlando entame sa saison le 23 octobre. Le Magic a toutefois beaucoup de mal à régler la mire lors des premiers matchs et s’incline 6 fois en 8 matchs. Défensivement, les hommes de Steve Clifford sont au niveau mais en attaque, ils ont du mal à marquer. En novembre, Nikola Vucevic revient en forme, étant élu joueur de la semaine. Evan Fournier et Terence Ross étant également performants, le Magic gagne plusieurs matchs de suite. Malheureusement, contre Toronto le 20 novembre, Aaron Gordon se blesse à la cheville 3 minutes après Nikola Vucevic, blessé également à la cheville. En décembre, derrière un Evan Fournier de feu, Orlando équilibre son bilan (11v-11d) mais reste toutefois inconstant. Lors du All Star week-end, alors que le bilan de la franchise est de 24 victoires pour 31 défaites, seul Aaron Gordon est présent à Chicago pour le Slam Dunk Contest. Pour la seconde fois, il perd en finale malgré 5 dunks notés 50. Pour la seconde fois, tout le monde s’accorde à dire qu’il s’agit d’un des plus beaux concours de l’histoire. Le jeudi 12 mars, la NBA décide de suspendre la saison en raison de l’épidémie de Covid-19 qui sévit dans le Monde. Orlando est, à ce moment-là, 8ème à l’Est avec un bilan de 30 victoires pour 35 défaites.
La NBA reprend ses droits le 30 juillet avec les 16 équipes en position de jouer les playoffs ainsi que 6 autres équipes, dont le bilan leur permet de toujours espérer participer aux playoffs. Le tournoi se joue à Orlando, dans la bulle de Disneyworld. Les joueurs et équipes ne peuvent pas sortir de cette bulle afin que le Covid ne s’y propage pas. Le 7 août, Orlando gagne son ticket pour les playoffs et devra affronter la meilleure équipe NBA, les Bucks de Milwaukee. Le Magic termine la saison régulière avec un bilan de 33 victoires pour 40 défaites. Lors du dernier match, Jonathan Isaac, qui avait fait son retour de blessure dans la bulle, se rompt les ligaments croisés du genou et doit déclarer forfait pour la saison 2020-2021. C’est un coup dur pour Orlando, dont Isaac est le régulateur sur le terrain. Le Magic lance ses playoffs le 18 août. Lors du premier match, Orlando créé la surprise en s’imposant 122-110. Le Magic n’est toutefois pas de taille et s’incline sans pouvoir lutter lors des 4 matchs suivants, avec des écarts significatifs (-15, -14, -15 et -14).
Le 18 novembre 2020, lors de la draft, exceptionnellement virtuelle cette année en raison de la Covid-19, Orlando sélectionne Cole Anthony en 15e position. Dès l’ouverture du marché, Evan Fournier décide de ne pas tester le marché et active la dernière année de son contrat, à 17 M$. Orlando signe Dwayne Bacon, arrière de 25 ans qui jouait à Charlotte, pour 2 ans. Michael Carter-Williams est prolongé pour 6 M$ pour 2 ans. D. J. Augustin décide de quitter Orlando, après 4 années au Magic et signe pour Milwaukee. La veille du tip-off, le Magic annonce la prolongation de Jonathan Isaac, pour 4 ans et 80 millions de dollars ainsi que de Markelle Fultz pour 3 ans et 50 millions de dollars. Orlando commence sa saison par une victoire le 23 décembre contre Miami, 113-107 à domicile, devant 2 000 spectateurs. Avec sa victoire contre Oklahoma City, le Magic commence sa saison par 4 victoires et 0 défaite pour la première fois de son Histoire. Le 30 décembre 2020, Orlando est seul leader de la NBA. Nikola Vučević devient le joueur qui a marqué le plus de panier dans l’Histoire du club, devant Nick Anderson. Contre Houston, en début d’année 2021, Markelle Fultz se rompt un ligament croisé et rejoint Jonathan Isaac à l’infirmerie pour un an. C’est une véritable hécatombe qui touche le Magic au début de l’année 2021. Al-Farouq Aminu, Michael Carter-Williams, James Ennis, Evan Fournier, Markelle Fultz, Jonathan Isaac et Chuma Okeke sont blessés. Trois joueurs du cinq majeur sont indisponibles. En janvier, le bilan d’Orlando est de 3 victoires pour 12 défaites. Si, sur la première dizaine de février, Nikola Vučević flambe, avec deux pointes à 43 points, contre Chicago et 42 points, contre Sacramento, il ne peut empêcher Orlando de glisser dans les bas-fond du classement, avec 2 victoires et 4 défaites. Le 11 février, contre Golden State, le Magic va jouer 44 minutes sans meneur de jeu, avec la blessure de Frank Mason. Des 10 joueurs majeurs de l’équipe, ne restent que Vučević, Ross et Bamba. Nikola Vučević tourne à plus de 24 points de moyenne et plus de 11 rebonds et est nommé All Star pour la seconde fois de sa carrière, où il rendra une fiche de 5 points, 7 rebonds. Il s’incline également en finale du Skills Challenge, face à Domantas Sabonis. En mars, au lendemain d’une rare victoire contre Phoenix au buzzer, sur un dernier panier d’Evan Fournier, le general manager décide de raser l’effectif à quelques heures de la trade deadline, le 25 mars. Nikola Vučević est le premier à partir, échangé à Chicago avec Al-Farouq Aminu contre Wendell Carter Jr., Otto Porter Jr, un premier tour de draft 2021 protégé top 4 et un premier tour de draft 2023. 15 minutes plus tard, c’est Evan Fournier qui est envoyé à Boston contre deux seconds tours de draft. Deux heures plus tard, Aaron Gordon est envoyé à Denver avec Gary Clark contre Gary Harris, R. J. Hampton et un premier tour de draft 2025 protégé top 5. Finalement, le Magic se débarrasse de 3 titulaires, au club depuis 9 ans, 9 ans et 7 ans. Sont signés plusieurs joueurs pour la fin de saison, afin d’avoir un effectif d’au moins 8 joueurs. Donta Hall, en provenance de Brooklyn, Sindarius Thornwell, en provenance de La Nouvelle-Orléans, Ignas Brazdeikis, en provenance de New York et Moritz Wagner, en provenance de Boston. Pour terminer péniblement la saison, Orlando enregistre un bilan de 6 victoires pour 22 défaites, depuis la trade deadline. L’effectif a été à nouveau décimé pour la fin de saison. En plus de Fultz et Isaac, Chuma Okeke, Terrence Ross, Michael Carter-Williams, James Ennis et Otto Porter ont tous manqué la fin de saison. Le bilan final est de 21 victoires, pour 51 défaites. C’est le 6e plus mauvais bilan de l’Histoire du club, juste devant celui de la saison 2013-2014. En raison des blessures, les joueurs ont cumulé l’équivalent de 400 matchs d’absence. Le bilan du Magic lui permet de se classer à la 14e place de la conférence Est, devant Détroit et à la 28e place de la NBA. Le 5 juin, le Magic annonce que Steve Clifford quitte ses fonctions d’entraîneur, d’un commun accord avec le club. En 3 saisons au club, son bilan est de 96 victoires et 131 défaites.
Le 11 juillet, Jamahl Mosley est choisi pour succéder à Steve Clifford sur le banc du Magic comme head coach. Il était assistant de Rick Carlisle aux Mavericks. Le 29 juillet, lors de la draft, Orlando sélectionne Jalen Suggs, en cinquième position, puis Franz Wagner, en huitième position. Le Magic envoie son 33ème choix aux Clippers, contre un futur second tour et du cash. Le 15 octobre, le Magic offre une prolongation de 4 ans et 50 millions de dollars à Wendell Carter Jr.
La saison débute le mercredi 20 octobre, avec un déplacement à San Antonio. Orlando s’incline lourdement 97-123. Le 24 octobre, lors de la rencontre face aux Knicks au Madison Square Garden, les floridiens s’imposent et glanent leur première victoire de la saison. À cette occasion, en alignant Cole Anthony, 21 ans, Jalen Suggs, 20 ans, Franz Wagner, 20 ans, Wendell Carter Jr, 22 ans et Mo Bamba, 23 ans, le Magic fait démarrer le plus jeune cinq majeur de l’Histoire NBA avec 21 ans et 213 jours de moyenne d’âge. Alors que Cole Anthony se mue en véritable leader de l’équipe avec des moyennes de 19,6 points par match, 6,8 rebonds et 5,9 passes, il se blesse mi novembre, laissant l’équipe avec un seul meneur valide, Jalen Suggs. Ce dernier se fracture le pouce le 29 novembre, laissant l’équipe sans meneurs. Comme l’année passée, l’équipe est à nouveau touchée par une avalanche de blessés. Dans ce contexte, le Magic pointe à la dernière place de la NBA, avec un bilan de 4 victoires pour 18 défaites. Le 17 décembre, plusieurs joueurs sont placés en isolement en raison du Covid-19. Au total, 11 joueurs sont absents.  Le 22 décembre, seulement 4 joueurs sont disponibles : Franz Wagner, Robin Lopez, Gary Harris et Chuma Okeke. Le Magic est contraint d’aligner 6 autres joueurs de G-League. Franz Wagner est élu rookie of the month. Le 10 janvier, Jeff Weltman et John Hammond sont prolongés jusqu’en 2026. 3 joueurs du Magic sont sélectionnés pour le All Star Week-end : Cole Anthony, Franz Wagner et Jalen Suggs, qui joueront le Rising Star Challenge. Cole Anthony participera aussi au Slam Dunk Contest. Le 28 février, après plus de 400 jours d’absence à la suite de sa rupture des ligaments croisés, Markelle Fultz fait son retour sur les parquets à l’occasion de la rencontre face à Indiana. Le Magic est éliminé de la course aux playoffs le 11 mars, étant la première équipe NBA dans ce cas. Le 15 mars, Jonathan Isaac annonce qu’il ne rejouera pas de la saison, ce qui portera à 2, le nombre de saisons blanches à la suite de sa blessure. La saison régulière se termine le 10 avril. Orlando termine avec un bilan de 22 victoires pour 60 défaites, à la dernière place de la conférence Est et à l’avant dernière place de la NBA. Le 17 mai, lors de la draft lottery, Orlando décroche le premier pick, alors qu’il avait 14% de l’obtenir. C’est la 4ème fois de l’Histoire que le club décroche le premier chois après 1992, 1993 et 2004. Franz Wagner est élu le lendemain dans le premier cinq rookie all NBA.

### La reconstruction autour de Paolo Banchero (depuis 2022)

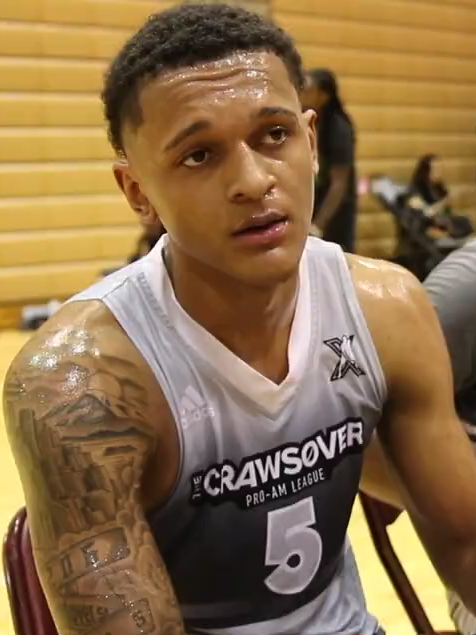
Paolo Banchero, All-Star en 2024.

Le 23 juin 2022, à Brooklyn, le Orlando sélectionne Paolo Banchero en première position de la draft. Après Shaquille O’Neal et Dwight Howard, c’est le 3e premier choix pour la franchise floridienne. En 32e position, le Magic sélectionne le Canadien Caleb Houstan. Le 1er juillet 2022, dès l’ouverture du marché des free-agents, Orlando parvient à s’entendre avec Mo Bamba pour une prolongation de deux ans et un contrat 21 millions de dollars puis avec Garry Harris pour une prolongation de deux ans et un contrat de 26 millions de dollars.
La saison débute le 19 octobre 2022 pour le Magic. Lors des trois premières rencontres, si Orlando s’incline à trois reprises, Paolo Banchero devient le premier rookie depuis LeBron James à marquer plus de 20 points à chaque match (27, 20 et 23 pts). Après avoir inscrit 21 points lors de son 4e match en carrière, il devient même le 3e premier choix dans l’histoire de la NBA à marquer plus de 20 points lors de ses quatre premiers matchs. Après son match à 33 points et 15 rebonds le 5 novembre 2022 lors d'une défaite en prolongation face aux Kings de Sacramento, il devient le seul adolescent de l’histoire avec LeBron James à réaliser un match à 30 points et 15 rebonds. Le Magic commence son début de saison avec 5 victoires et 11 défaites. La suite est moins bonne puisque la franchise floridienne enchaînent 9 défaites de rang. Début décembre 2022, avec 6 victoires et 20 défaites, Orlando pointe à la dernière place de la NBA. Dans une série de 6 victoires mi-décembre, face aux Hawks d'Atlanta, Orlando bat un record de franchise avec 50 points marqués dans le premier quart. C’est aussi la seconde meilleure performance de l’histoire NBA derrière les 51 points inscrits par les Warriors de Golden State en 2019.
Le 23 janvier 2023, après 904 jours d’absence, soit 2 ans et 6 mois, Jonathan Isaac fait son retour de blessure avec le Magic. Le 30 janvier 2023, à la suite d'une victoire contre les 76ers de Philadelphie, Orlando présente un bilan de 21 victoires pour 31 défaites et un bilan de 15-11 sur les 26 derniers matchs. Le 9 février 2023, juste avant la deadline, le Magic envoie Mo Bamba en échange de Patrick Beverley et d’un second tour de draft 2024. Ce dernier est coupé dans la foulée. Terrence Ross est également libéré. Une semaine plus tard, RJ Hampton est lui aussi coupé et Goga Bitadze est signé pour la fin de saison. Lors du All-Star Game, Franz Wagner et Paolo Banchero sont sélectionnés pour le Rising Stars Challenge. La saison pour Orlando se termine avec un bilan de 34 victoires pour 48 défaites, à la 13e place de la Conférence Est et la 25e place au classement scratch de la ligue. Après un départ catastrophique ponctué de 5 victoires et 20 défaites, le Magic a terminé l’année avec un bilan de 29 victoires pour 20 défaites. Le 25 avril 2023, Paolo Banchero est élu logiquement Rookie of the Year par la NBA. Il reçoit son trophée des mains de Mike Miller, le dernier joueur d'Orlando à avoir reçu cette distinction en 2000.
Le 22 juin 2023, lors de la draft avec le choix no 6, le Magic sélectionne Anthony Black puis avec le choix no 11, Jett Howard. Le 36e choix est tradé aux Bucks de Milwaukee contre un futur second tour ainsi que de l'argent. Dès l’ouverture de la free agency, Orlando recrute Joe Ingles pour deux ans, avec une team option, et un contrat de 22 millions de dollars. Moritz Wagner est ensuite prolongé pour deux ans et avec un contrat 16 millions de dollars. John Hammond quitte son poste de general manager et est remplacé par Anthony Parker, jusque-là GM adjoint. Au cœur de l’été, trois second tours de draft sont envoyés aux Suns de Phoenix (2024, 2026, 2028 si 46-60) contre un swap au premier tour en 2026. Le 23 octobre 2023, juste avant la deadline pour les joueurs draftés en 2020, Cole Anthony signe une extension avec un contrat de 39 millions de dollars sur trois ans.
Après dix rencontres, le Magic se classe en milieu de classement, avec un bilan de 5 victoires pour 5 défaites. Le groupe vit très bien et se révèle comme étant l’une des meilleures défenses de la ligue. Début décembre 2023, c’est même l’équipe qui encaisse le moins de points, avec 106,8 unités par rencontre. Une belle série de victoires place les Floridiens à la seconde place de la Conférence Est à la fin novembre, à un match seulement des Celtics de Boston et à la troisième place de la NBA. Paolo Banchero, pour la première fois de sa carrière et pour la première fois depuis des années pour Orlando, est nommé joueur de la semaine en NBA lors de la semaine du 27 novembre 2023. Jamahl Mosley est élu entraîneur du mois. Le Magic effectue son meilleur départ depuis 2009. En décembre 2023, le calendrier est moins clément et Orlando est à la peine. Le Magic ne gagne que 5 de ses 13 rencontres suivantes. Fin janvier 2024, Orlando pointe à la 8e place, n’ayant gagné que 6 de leur 19 derniers matchs depuis début décembre 2023. Après un début de saison à 16 victoires et 7 défaites sur les 23 premiers matchs, le Magic a une dynamique presque parfaitement inversée avec 8 victoires et 15 défaites sur les 23 matchs suivants. Malgré tout, Paolo Banchero est choisi parmi les remplaçants pour le All-Star Game, une première depuis Nikola Vučević en 2021. Il effectue une partie discrète avec 6 points, 9 rebonds, 5 passes.
Le 13 février 2024, le no 32 de Shaquille O’Neal est retiré par la franchise floridienne. C’est la première fois que Orlando retire un maillot dans son histoire. Le 12 mars 2024, la direction du club décide de prolonger Jamahl Mosley pour quatre ans, soit jusqu’en 2028. Après 5 victoires en 6 matchs, le Magic reprend sa marche en avant. En un mois, Orlando enregistre 13 victoires et 3 défaites puis 18 victoires et 5 revers entre début février 2024 et la mi-mars. Le 20 mars 2024, les joueurs de Jamahl Mosley décrochent leur place lors du Play-In Tournament NBA. C’est la première fois depuis 2020 qu’ils participeront à l'après-saison régulière. Le 22 mars 2024, le Magic s’empare de la 4e place.
Le bilan d’Orlando est le 2e meilleur de toute la NBA depuis le 1er février 2024 avec 17 victoires pour 5 défaites, derrières les 18-3 des Celtics de Boston. Le 5 avril 2024, Franz Wagner devient l’un des 6 joueurs dans l’histoire NBA de moins de 22 ans à marquer plus de 4 000 points, prendre plus de 1 000 rebonds et réaliser plus de 700 passes pendant ses trois premières années NBA. Le 8 avril 2024, avec la victoire contre les Bulls de Chicago, le Magic s’installe à la 3e place de la Conférence Est, avec un bilan de 46 victoires et 32 défaites, portant son bilan à 23 victoires pour 10 défaites depuis le 1er février 2024. Elle est l’équipe en tête de la NBA en termes de défensive rating depuis le All-Star Week-end. 3 défaites sur les 4 dernières rencontres font passer les Floridiens à la 5e place. Orlando termine la saison régulière avec un bilan de 47 victoires pour 35 défaites, soit son meilleur depuis 2011 et remporte la Division Sud-Est. C’est la seule équipe NBA avec un bilan de plus de 45 victoires, dont ses trois meilleurs scoreurs sont âgés de moins de 22 ans. Paolo Banchero ayant réalisé une deuxième partie de saison exceptionnelle et termine avec 22,6 points, 6,9 rebonds et 5,6 passes par match. À 21 ans et 154 jours, il devient le plus jeune joueur de l’histoire de la NBA à être le meilleur scoreur, rebondeur et passeur de son équipe dans une même saison. Il est aussi l’un des quatre joueurs depuis 40 ans à cumuler plus de 20 points, 6 rebonds et 4 passes avant ses 21 ans.
Le 20 avril 2024, pour le premier match face aux Cavaliers de Cleveland, le Magic n’existe pas et paye lourdement son manque d’expérience en playoffs. Les Floridiens s’inclinent 97-83. C’est à nouveau le cas pour le deuxième match de la série. Lors du retour en Floride, alors que les hommes de Jamahl Mosley sont dos au mur, la réaction d'Orlando est spectaculaire. Le Magic s’impose autoritairement 121-83 puis 112-89. Orlando n’avait pas gagné de match de playoffs à domicile depuis 4 749 jours. Franz Wagner, durant le quatrième match de la série, devient le plus jeune joueur de l’histoire de la NBA à réaliser un match de playoffs à plus de 30 points et plus de 10 rebonds sans perdre la moindre balle. Paolo Banchero est également le premier joueur dans l’histoire de la NBA à marquer plus de 30 points, prendre plus de 10 rebonds, réaliser plus de 5 passes en moins de 30 minutes de jeu dans un match de playoffs. Le Magic est la première équipe depuis les Raptors de Toronto en 2019 à contenir son adversaire à moins de 100 points en playoffs lors de quatre matchs consécutifs. Le 29 avril 2024, Jamahl Mosley termine à la 2e place du vote d'entraîneur de l'année. Orlando s’incline lors du cinquième match de la série sur le score de 104-103 mais remporte la sixième rencontre 103-96. Paolo Banchero score 27 points, Franz Wagner inscrit 26 points et Jalen Suggs marque quant à lui 22 points. C’est seulement le troisième trio de moins de 23 ans dans l'histoire de la NBA à marquer 20 points chacun ou plus dans un match de playoffs. Lors du septième match, les Floridiens finissent par craquer et s’inclinent 106-94. Le 21 mai 2024, Jalen Suggs est élu dans la All-Defensive 2nd Team 2023-2024.
Le 3 juin 2025, le Magic d'Orlando dévoile un nouveau logo ainsi que de nouveaux maillots,. Pour Shelly Wilkes, le vice-président du marketing de la franchise floridienne, « Ce logo et ces nouveaux maillots signifient le début d’une nouvelle ère d’excellence pour le Magic tout en rendant hommage à son passé »,. Les maillots mettent à l'honneur ses anciens designs, avec notamment le retour des pinstripes sur les trois maillots,.

## Palmarès
- Champion de Conférence (× 2) : 1995 et 2009.
- Champion de la Division Atlantique (× 2) : 1995 et 1996.
- Champion de la Division Sud-Est (× 6) : 2008, 2009, 2010, 2019, 2024 et 2025.
- Un total de 8 titres de division obtenus.

## Couleurs et symboles

De 1989 à 1998.
De 1998 à 2000.
De 2000 à 2010.
De 2010 à 2025.
Depuis 2025.

### Maillots
Depuis que Nike fournit l'ensemble des tenues aux équipes de NBA, en 2017, les maillots « domicile » et « extérieur » ont été remplacés par une collection plus fournie, pouvant servir aussi bien en déplacement qu'à domicile, portant les noms « association », « icon », « statement » et « city », et pour certaines équipes en plus une version « classic » reprenant le design d'anciens maillots. Les équipes qualifiées pour les playoffs 2020 se sont vues dotées d'une tenue supplémentaire, dénommée « earned ».

## Bilan par saison
| Saison             | Victoires-Défaites | % Victoires | Parcours en PlayOffs       | Entraîneur                       |
| ------------------ | ------------------ | ----------- | -------------------------- | -------------------------------- |
| 2023-2024          | 47-35              | 57,3 %      | Premier tour de Conférence | Jamahl Mosley                    |
| 2022-2023          | 34-48              | 41,5 %      | -                          | Jamahl Mosley                    |
| 2021-2022          | 22-60              | 26,8 %      | -                          | Jamahl Mosley                    |
| 2020-2021          | 21-51              | 29,2 %      | -                          | Steve Clifford                   |
| 2019-2020          | 33-40              | 45,2 %      | Premier tour de Conférence | Steve Clifford                   |
| 2018-2019          | 42-40              | 51,2 %      | Premier tour de Conférence | Steve Clifford                   |
| 2017-2018          | 25-57              | 30,5 %      | -                          | Frank Vogel                      |
| 2016-2017          | 29-53              | 35,4 %      | -                          | Frank Vogel                      |
| 2015-2016          | 35-47              | 42,7 %      | -                          | Scott Skiles                     |
| 2014-2015          | 25-57              | 30,5 %      | -                          | Jacque Vaughn puis James Borrego |
| 2013-2014          | 23-59              | 28 %        | -                          | Jacque Vaughn                    |
| 2012-2013          | 20-62              | 24,4 %      | -                          | Jacque Vaughn                    |
| 2011-2012          | 37-29              | 56,1 %      | Premier tour de Conférence | Stan Van Gundy                   |
| 2010-2011          | 52-30              | 63,4 %      | Premier tour de Conférence | Stan Van Gundy                   |
| 2009-2010          | 59-23              | 72 %        | Finales de Conférence      | Stan Van Gundy                   |
| 2008-2009          | 59-23              | 72 %        | Finales NBA                | Stan Van Gundy                   |
| 2007-2008          | 52-30              | 63,4 %      | Demi-finales de Conférence | Stan Van Gundy                   |
| 2006-2007          | 40-42              | 48,8 %      | Premier tour de Conférence | Brian Hill                       |
| 2005-2006          | 36-46              | 43,9 %      | -                          | Brian Hill                       |
| 2004-2005          | 36-46              | 43,9 %      | -                          | Johnny Davis puis Chris Jent     |
| 2003-2004          | 21-61              | 25,6 %      | -                          | Doc Rivers puis Johnny Davis     |
| 2002-2003          | 42-40              | 51,2 %      | Premier tour de Conférence | Doc Rivers                       |
| 2001-2002          | 44-38              | 53,7 %      | Premier tour de Conférence | Doc Rivers                       |
| 2000-2001          | 43-39              | 52,4 %      | Premier tour de Conférence | Doc Rivers                       |
| 1999-2000          | 41-41              | 50 %        | -                          | Doc Rivers                       |
| 1998-1999          | 33-17              | 66 %        | Premier tour de Conférence | Chuck Daly                       |
| 1997-1998          | 41-41              | 50 %        | -                          | Chuck Daly                       |
| 1996-1997          | 45-37              | 54,9 %      | Premier tour de Conférence | Brian Hill puis Richie Adubato   |
| 1995-1996          | 60-22              | 73,2 %      | Finales de Conférence      | Brian Hill                       |
| 1994-1995          | 57-25              | 69,5 %      | Finales NBA                | Brian Hill                       |
| 1993-1994          | 50-32              | 61 %        | Premier tour de Conférence | Brian Hill                       |
| 1992-1993          | 41-41              | 50 %        | -                          | Matt Guokas                      |
| 1991-1992          | 21-61              | 25,6 %      | -                          | Matt Guokas                      |
| 1990-1991          | 31-51              | 37,8 %      | -                          | Matt Guokas                      |
| 1989-1990          | 18-64              | 22 %        | -                          | Matt Guokas                      |
| Total (35 saisons) | 1315-1488          | 46,9 %      | 17 participations          |                                  |

## Meilleurs marqueurs de l'histoire de la franchise
| Place                                                                                     | Nom du joueur                           | Pays       | Points |
| ----------------------------------------------------------------------------------------- | --------------------------------------- | ---------- | ------ |
| 1er                                                                                       | Dwight Howard 2004 - 2012               | États-Unis | 11 435 |
| 2e                                                                                        | Nick Anderson 1989 - 1999               | États-Unis | 10 650 |
| 3e                                                                                        | Nikola Vučević 2012 - 2021              | Monténégro | 10 423 |
| 4e                                                                                        | Tracy McGrady 2000 - 2004               | États-Unis | 8 298  |
| 5e                                                                                        | Jameer Nelson 2004 - 2014               | États-Unis | 8 184  |
| 6e                                                                                        | Shaquille O'Neal 1992 - 1996            | États-Unis | 8 019  |
| 7e                                                                                        | Hedo Türkoğlu 2004 - 2009 / 2010 - 2014 | Turquie    | 7 216  |
| 8e                                                                                        | Evan Fournier 2014 - 2021               | France     | 7 049  |
| 9e                                                                                        | Anfernee Hardaway 1993 - 1999           | États-Unis | 7 018  |
| 10e                                                                                       | Dennis Scott 1990 - 1997                | États-Unis | 6 603  |
| Dernière mise à jour : 25 mars 2021 En gras : Joueurs évoluant toujours dans la franchise |                                         |            |        |

## Records individuels de la franchise
| Statistique                                                                                  | Nom du joueur | Nombre               |
| -------------------------------------------------------------------------------------------- | ------------- | -------------------- |
| Meilleur marqueur                                                                            | Dwight Howard | 11 435 points        |
| Meilleure moyenne points/match                                                               | Tracy McGrady | 28,1 points / match  |
| Meilleur passeur                                                                             | Jameer Nelson | 3 501 passes         |
| Meilleure moyenne passes/match                                                               | Scott Skiles  | 7,2 passes / match   |
| Meilleur rebondeur                                                                           | Dwight Howard | 8 072 rebonds        |
| Meilleure moyenne rebonds/match                                                              | Dwight Howard | 13,0 rebonds / match |
| Meilleur contreur                                                                            | Dwight Howard | 1 344 contres        |
| Meilleur intercepteur                                                                        | Nick Anderson | 1 004 interceptions  |
| Meilleur pourcentage au tir                                                                  | Bo Outlaw     | 58,5 %               |
| 3 points marqués                                                                             | Dennis Scott  | 981 tirs marqués     |
| Meilleur pourcentage à 3 points                                                              | Dennis Scott  | 40,3 %               |
| Lancers-francs marqués                                                                       | Dwight Howard | 3 366 tirs marqués   |
| Meilleur pourcentage au lancer-franc                                                         | Scott Skiles  | 89,2 %               |
| Matchs joués                                                                                 | Nick Anderson | 736 matchs           |
| Dernière mise à jour : 22 février 2019 En gras : Joueurs évoluant toujours dans la franchise |               |                      |

## Maillots retirés
- 6 - en hommage aux fans, le « 6e homme » de l’équipe.

(Le seul joueur de la franchise à avoir porté ce numéro fut Patrick Ewing, lors de la saison 2001-2002).
- 32 - Shaquille O'Neal, retiré le 13 février 2024[22].

## Récompenses des joueurs
De nombreux joueurs du Magic d'Orlando ont reçu des récompenses au cours de l'histoire de la franchise.
- Titre de Rookie of the Year[23].
  - 1992-1993 : Shaquille O'Neal.
  - 2000-2001 : Mike Miller.
  - 2022-2023 : Paolo Banchero.
- Titre de Defensive Player of the Year[24].
  - 2008-2009 : Dwight Howard.
  - 2009-2010 : Dwight Howard.
  - 2010-2011 : Dwight Howard.
- Titre de Sixth Man of the Year[25].
  - 1998-1999 : Darrell Armstrong.
- Titre de Most Improved Player[26].
  - 1990-1991 : Scott Skiles.
  - 1998-1999 : Darrell Armstrong.
  - 2000-2001 : Tracy McGrady.
  - 2007-2008 : Hedo Türkoğlu.
  - 2011-2012 : Ryan Anderson.
- Titre de Meilleur scoreur NBA[27].
  - 1994-1995 : Shaquille O'Neal.
  - 2002-2003 : Tracy McGrady.
  - 2003-2004 : Tracy McGrady.
- Titre de Meilleur rebondeur NBA[28].
  - 2007-2008 : Dwight Howard.
  - 2008-2009 : Dwight Howard.
  - 2009-2010 : Dwight Howard.
- Titre de Meilleur contreur NBA[29].
  - 2008-2009 : Dwight Howard.
  - 2009-2010 : Dwight Howard.
- Titre de Coach of the Year[30].
  - 1999-2000 : Doc Rivers.
- Titre de Sportsmanship Award[31].
  - 2004-2005 : Grant Hill.
- Titre de Executive of the Year[32].
  - 1999-2000 : John Gabriel.

## Membres du Hall of Fame
La franchise a vu passer au cours de son histoire des membres ou futurs membres du Hall of Fame :
- Chuck Daly, entraîneur de 1997 à 1999 (admis en 1994).
- Dominique Wilkins, joueur de 1998 à 1999 (admis en 2006).
- Patrick Ewing, joueur de 2001 à 2002 (admis en 2008).
- Shaquille O'Neal, joueur de 1992 à 1996 (admis en 2016).
- Tracy McGrady, joueur de 2000 à 2004 (admis en 2017).
- Grant Hill, joueur de 2000 à 2007 (admis en 2018).

## Joueurs sélectionnés au All-Star Game
La liste des joueurs ayant été sélectionné pour le NBA All-Star Game est :
- 2024 (Indianapolis) : Paolo Banchero
- 2021 (Atlanta) : Nikola Vučević
- 2019 (Charlotte) : Nikola Vučević
- 2012 (Orlando) : Dwight Howard
- 2011 (Los Angeles) : Dwight Howard
- 2010 (Dallas) : Dwight Howard
- 2009 (Phoenix) : Dwight Howard, Rashard Lewis, Jameer Nelson (n'a pas joué, blessé)
- 2008 (La Nouvelle-Orléans) : Dwight Howard
- 2007 (Las Vegas) : Dwight Howard
- 2005 (Denver) : Grant Hill
- 2004 (Los Angeles) : Tracy McGrady
- 2003 (Atlanta) : Tracy McGrady
- 2002 (Philadelphia) : Tracy McGrady
- 2001 (Washington) : Tracy McGrady, Grant Hill (n'a pas joué, blessé)
- 1998 (New York) : Anfernee Hardaway
- 1997 (Cleveland) : Anfernee Hardaway
- 1996 (San Antonio) : Anfernee Hardaway, Shaquille O'Neal
- 1995 (Phoenix) : Anfernee Hardaway, Shaquille O'Neal
- 1994 (Minneapolis) : Shaquille O'Neal
- 1993 (Salt Lake City) : Shaquille O'Neal

en gras : joueur élu dans le 5 de départ.

## Anecdotes diverses
- Scott Skiles détient toujours le record NBA de passes décisives réalisées au cours d'un match (30), record établi lors de la saison 1990-1991, contre les Nuggets de Denver (victoire 155-116)[34].
- Orlando accueille le All-Star Weekend en 1992, à l'Orlando Arena, et en 2012, à l'Amway Center.
- Darrell Armstrong est le seul joueur de l'histoire de la NBA à avoir remporté le Sixth Man Award et le Most Improved Player Award sur une même saison (1998-1999 avec le Magic).
- Dwight Howard remporte le Slam Dunk Contest en 2008.
- Le 13 janvier 2009, lors de la saison 2008-2009, le Magic bat le record NBA du nombre de tirs à 3 points réussis en un match, avec 23 tirs inscrits (sur 37 tentés) lors de la victoire (139-107) contre les Kings de Sacramento[35]. Ce record a depuis été égalé puis battu.
- Stan Van Gundy entraîne la sélection de l'Est lors du All-Star Game 2010 de Dallas, avec à la clé une victoire de l'Est 141 à 139[36].
- Lors du match de saison régulière 2011-2012 face aux Warriors de Golden State, Dwight Howard établit un nouveau record NBA, celui du nombre de lancers-francs tentés au cours d'un même match (39), effaçant ainsi celui de Wilt Chamberlain[37].